# Fumo di Londra
Pour plus de détails, voir Fiche technique et Distribution.
Fumo di Londra est un film italien réalisé par Alberto Sordi, sorti en 1966.

## Fiche technique
- Titre : Fumo di Londra
- Réalisation : Alberto Sordi
- Scénario : Alberto Sordi et Sergio Amidei
- Montage : Antonietta Zita
- Musique : Piero Piccioni
- Pays de production : Italie
- Genre : comédie
- Date de sortie : 1966

## Distribution
- Alberto Sordi : Dante Fontana
- Fiona Lewis : Elizabeth
- Amy Dalby : Duchesse de Bradford
- Alfredo Marchetti : Conte Bolla
- Clara Bindi
- Caroline Munro
- Dana Gillespie

## Récompense
- David di Donatello du meilleur acteur pour Alberto Sordi